# Династія Самма
Самма — середньовічна династія, що панувала в Белуджистані, Сінді та західному Гуджараті. Тривалий час боролася проти Делійського султанату. Була повалена династією Аргун з Кандагару.

## Історія
Самма був одним з раджпутських кланів з племені лохана, за кастою — кшатрії. За часів Сасанідського панування в Сінді перебралися сюди. В правління династії Сумра, скориставшись конфліктом останньої з делійським султаном Мухаммада бін Туґлака, Самма на чолі із Унаром 1333 року підняв повстання й захопив владу в південному Сінді. 1336 року повалили династію Сумра, решти якої втекли до Гуджарату. Поступово розширили володіння до Бгаккару. Це викликало гнів султана Мухаммада бін Туґлака, що 1351 року рушив проти джама Джунана, але помер ще до вирішальної битви. Це дало час підготуватися до нового протистояння.
У війні 1361—1362 років війська джам Бангабіна зазнав поразки від делійського султана Фіроз Шаха Туґхлака, внаслідок чого Сінд знову потрапив під зверхність Делі. Втім у 1365 і 1367 роках джам Тамачі знову повставав, але вимушен був зрештою підкоритися. У 1389—1391 роках Сінд поринув у боротьбу між представниками династії Самма. 1391 року джам Алі-Шер з огляду на послаблення Делійського султанату відновив самостійність.
1398 року під час вторгнення чагатайського еміра Тимура до делійського султанату, частина його військ на чолі із Хизр-ханом захопила Сінд, змусивши Самма підкоритися. Невдовзі поновилася внутрішня боротьба, до якої додалися повстання васальних племен.
Нове піднесення починається за часів джами Санджара. Останній домігся незалежності від Делійського султанату, розширив володіння на Белуджистан та захід Гуджарату. Також в цей час активно розвивається суфізм, підтримка поетів. Найбільшої потуги династія досягла в правління Нізамуддіна II. 1490 року йому вдалося відбити вторгнення Аргунів, намісників Кандагару.
1508 року після смерті Нізамуддіна II почалася війна за спадщину між братами Ферозом і Салахуддіном, в якій перший здобув перемогу за підтримки Аргунів. Посилення останніх зрештою призвело до конфлікту. 1519 року у битві біля Фатіхпура джам Фероз зазнав тяжкої поразки, а остаточно його було повалено 1524 року.

## Устрій
На чолі стояв джам (володар), що мав повну політичну, судову та військову владу. Разом з тим значний вплив мали шейхі племен, насамперед з клану Самма.